# Caecilia Wijgers
Caecilia Theodora Maria Wijgers (* 31. Juli 1967 in Nimwegen) ist eine niederländische Diplomatin. Sie ist seit 2020 die niederländische Botschafterin in Afghanistan. Vorher war sie von 2018 bis 2020 Botschafterin der Niederlande in Burundi.

## Leben
Nach dem Studium der öffentlichen Verwaltung an der Universität Leiden trat sie 1996 in den Dienst des niederländischen Außenministeriums ein und arbeitete in Islamabad und Ouagadougou sowie in der Abteilung des Büros für Politikvorbereitung der Generaldirektion für internationale Zusammenarbeit und in der Stabsstelle für strategische Politikausrichtung beim (stellvertretenden) Generalsekretär.

## Laufbahn
Von 2005 bis 2009 war sie stellvertretender Botschafterin in Havana auf Kuba. Anschließend kehrte sie in die Niederlande zurück und war von 2009 bis 2012 politischer Referentin in der Direktion für die Vereinten Nationen und die internationalen Finanzinstitutionen. Von 2012 bis 2014 bereitete sie den Nuklearen Sicherheitsgipfel in Den Haag vor, zu dem die Niederlande eingeladen hatten. Von 2014 bis 2018 war sie stellvertretende Botschafterin der Niederlande in Accra, Ghana, bevor sie 2018 Botschafterin in Burundi wurde. 2020 erfolgte dann der Wechsel als Botschafterin nach Afghanistan. Beim Abzug der Botschaft aus Kabul widersetzte sich Wijgers den Anweisungen des Außenministeriums und erreicht so, dass mehr Personen evakuiert wurden als das Ministerium vorgesehen hatte.